# Dongshan Liangjie
Dongshan Liangjie (807-869)  (chinois : 洞山良价 ; pinyin : Dòngshān Liángjiè ; Wade : Tung-shan Liang-chieh; japonais: Tōzan Ryōkai) était un moine bouddhiste chinois, devenu un des maîtres du courant Chan. Il est un des deux fondateurs de l'école Caodong, qui passera au Japon au xiiie siècle sous le nom de Sōtō.

## Biographie
Il est né dans la province de Zhejiang, dans le sud de la Chine où il a vécu sa vie durant. À l'âge de dix ans, il quitta la maison familiale et mène une vie errante, étudiant auprès de nombreux maîtres, avant de devenir le disciple de Yunyan Tansheng.
À l'âge de 52 ans, il s'établit au Mont Dong (d'où son nom Dongshan), dans les environs de l'actuelle Gao'an, province de Jiangxi. Là il enseigna, et réunit autour de lui de nombreux disciples, dont Caoshan Benji, qui fut le second fondateur de l'école Caodong. 

## Pensée et œuvre
Dongshan Liangjie était connu pour son don de voir toute chose, y compris les êtres inanimés, comme une manifestation de l'esprit de Bouddha.
Il fut un grand amateur de poésie, et parmi ses œuvres qui nous restent, on relève un exposé, rédigé sous forme de poème, de l'enseignement de Caodong des Cinq maisons du Chan.